# Исилькуль
Исильку́ль — город в России, административный центр Исилькульского района Омской области. Основан как пристанционное село в 1893 году.
Население — 20 050 чел. (2023). Территория города — 39 км².

## Название
По словам местных жителей, станция Исилькуль получила свое название из-за находящегося рядом мелкого, заросшего камышом озера, которое казахи называли гнилым (каз. Есіл-Көл, ныне — озеро Городище). Согласно Е. М. Поспелову, своё название станция получила по озеру Исилькуль, что значит «голубое озеро» (казах. жасыл, др.-тюрк. йешил — «голубой», куль — «озеро»).

## История
Место для будущего города было выбрано в 1891 году во время изыскания трассы для Западно-Сибирской железной дороги. В лесном массиве в трёх верстах от озера Исилькуль в мае 1893 года началось возведение железнодорожной станции и водопровода до озера. В этом же году был построен кирпичный завод, который должен был поставлять кирпич для водонапорной башни и фундамента зданий без нужды везти его издалека. Строительство сопровождалось большим недостатком рабочей силы.
В 1894 году в Исилькуле появились первые постоянные жители — члены артели плотников, которые жили в полуземлянках и избах. Для ускорения строительства железной дороги к земельным работам было привлечено несколько тысяч местных крестьян и переселенцев. Целью экстренных мер было запустить железнодорожное сообщение до Омска в этом же году. Первый поезд из Челябинска прибыл в Омск 25 августа 1894 года, за день до этого пройдя через Исилькуль. Однако движение было открыто лишь временно, дорога оставалась незаконченной до 1895 года, когда станцию Исилькуль поместили на карту железных дорог Российской империи.
В 1895 году было основано паровозное депо с водонапорной башней, созданы продовольственные и лесные склады, открыты торговые конторы. Обилие свободных земель вокруг станции привлекало переселенцев из Пензенской, Смоленской, а также из Орловской и Полтавской губерний. Прибытие эшелонов привлекало сибирских крестьян, скотоводов-казахов и способствовало бурному развитию торговли. Первая православная церковь была построена в 1897 году и названа в честь святителей Московских Петра, Алексея, Ионы и Филиппа. Православного населения насчитывалось тогда 1843 человека, а также имелись 33 дома штундобаптистов. В феврале 1898 года открылась церковно-приходская православная школа имени Иоанна Кронштадтского, в которой под руководством двух учительниц обучалось 56 мальчиков и 36 девочек.
В 1902 году для рационального и бережного использования нетронутых природных угодий, а также искусственного лесоразведения при Исилькульском государственном лесничестве был организован питомник, в котором высадили первые посевы берёзы, ели, сосны, яблони сибирской, клёна татарского, жёлтой акации и жимолости.
Исилькуль экспортировал сливочное масло, мясо, зерно, а после постройки в 1905 году паровых мельниц и муку. Ввозились фабричные товары, лес и сельскохозяйственные машины. В 1906—1913 годах после освоения и урожаев со значительных площадей степи грузопоток через Исилькуль испытал бурный рост. Вместе с этим росло и население, в 1911 году составлявшее более 6 тыс. человек, после чего станционный посёлок был преобразован в посёлок с городским управлением. Тогда было основано ещё одно фундаментальное садово-лесное хозяйство и построено четырёхклассное городское училище.
В 1920 году в городе проживало более 690 отдельных дворохозяйств и семей, в основном сельского населения. Кроме железнодорожников работали также сапожники, портные, кузнецы, плотники и столяры. Самыми крупными предприятиями являлись паровые мельницы и кирпичные заводы, а также имелись «больничный покой и аптека». С 1920 по 1924 год Исилькуль являлся городом, однако позднее был обозначен как село. Статус посёлка городского типа имеет с 4 декабря 1938 года, а в 1945 году Исилькуль стал городом с населением в 18 тыс. человек.

## Городское поселение
Статус и границы городского поселения установлены законом Омской области от 30 июля 2004 года № 548-ОЗ «О границах и статусе муниципальных образований Омской области».

## География
Город расположен на юго-западе Омской области, в лесостепной зоне, в пределах Ишимской равнины, являющейся частью Западно-Сибирской равнины, к югу от урочища Камышловский лог, на высоте 125 метров над уровнем моря. В окрестностях — редкие осиново-берёзовые колки, в понижениях — небольшие озёра и болотца. В границах города расположены озёра Городище и Грязновское. Почвы — чернозёмы остаточно-карбонатные. Почвообразующие породы — глины и суглинки
Исилькуль разделён на две примерно равные части железной дорогой. В центре города расположена станция Исилькуль железнодорожной веткой Курган — Омской Западно-Сибирской железной дороги. С севера город обходит федеральная автодорога «Иртыш» Р254(бывшая М51). По автомобильным дорогам расстояние до областного центра города Омска составляет 150 км, до российско-казахстанской границы 27 км.
Расстояние до областного центра — города Омска — 149 км.

### Климат
Климат резко континентальный, со значительными перепадами температур зимой и летом (согласно классификации климатов Кёппена — Dfb). Многолетняя норма осадков — 373 мм. Наибольшее количество осадков выпадает в июле — 65 мм, наименьшее в марте — 12 мм. Среднегодовая температура — 1,3° С.
| Показатель                                   | Янв.  | Фев.  | Март | Апр. | Май  | Июнь | Июль | Авг. | Сен. | Окт. | Нояб. | Дек.  | Год  |
| -------------------------------------------- | ----- | ----- | ---- | ---- | ---- | ---- | ---- | ---- | ---- | ---- | ----- | ----- | ---- |
| Средний суточный максимум, °C                | −13   | −12,1 | −4,2 | 7,9  | 17,9 | 23,6 | 25,2 | 21,8 | 16,3 | 5,9  | −4,3  | −9,9  | 6,25 |
| Средняя температура, °C                      | −17,5 | −16,9 | −9,1 | 3,0  | 11,6 | 17,4 | 19,5 | 16,3 | 10,9 | 2,0  | −8,1  | −14,1 | 1,3  |
| Средний суточный минимум, °C                 | −21,9 | −21,6 | −14  | −1,8 | 5,4  | 11,2 | 13,8 | 10,8 | 5,5  | −1,9 | −11,8 | −18,2 | −3,7 |
| Норма осадков, мм                            | 19    | 13    | 12   | 22   | 33   | 50   | 65   | 53   | 33   | 31   | 24    | 19    | 373  |
| Источник: Climate-Data.org Климат: Исилькуль |       |       |      |      |      |      |      |      |      |      |       |       |      |

| Показатель                            | Янв.  | Фев.  | Март | Апр. | Май  | Июнь | Июль | Авг. | Сен. | Окт. | Нояб. | Дек.  | Год |
| ------------------------------------- | ----- | ----- | ---- | ---- | ---- | ---- | ---- | ---- | ---- | ---- | ----- | ----- | --- |
| Средняя температура, °C               | −15,7 | −14,7 | −7,9 | 3,5  | 13,1 | 18,2 | 19,5 | 16,7 | 10,5 | 3,5  | −8,2  | −13,3 | 2,2 |
| Источник: NASA. База данных RETScreen |       |       |      |      |      |      |      |      |      |      |       |       |     |

### Часовой пояс
Исилькуль находится в часовой зоне МСК+3. Смещение применяемого времени относительно UTC составляет +6:00. Истинный полдень — 09:58:44 по местному времени

## Население
| 1939    | 1959    | 1967    | 1970    | 1979    | 1989    | 1992    | 1996    | 1998    |
| ------- | ------- | ------- | ------- | ------- | ------- | ------- | ------- | ------- |
| 13 600  | ↗25 500 | ↘25 000 | ↗25 958 | ↘25 734 | ↗26 430 | ↘26 300 | ↗26 800 | ↗27 400 |
| 2000    | 2001    | 2002    | 2003    | 2005    | 2006    | 2007    | 2008    | 2009    |
| →27 400 | ↗27 800 | ↘26 549 | ↘26 500 | ↘26 400 | ↘26 300 | ↘26 100 | →26 100 | ↘25 891 |
| 2010    | 2011    | 2012    | 2013    | 2014    | 2015    | 2016    | 2017    | 2018    |
| ↘24 482 | ↗24 488 | ↘24 375 | ↘24 196 | ↘24 086 | ↘23 865 | ↘23 546 | ↘23 151 | ↘22 903 |
| 2019    | 2020    | 2021    | 2023    |         |         |         |         |         |
| ↘22 615 | ↘22 371 | ↘20 515 | ↘20 050 |         |         |         |         |         |

На 1 января 2025 года по численности населения город находился на 672-м месте из 1124 городов Российской Федерации.

## Инфраструктура
В городе находятся железнодорожная станция, дворец культуры, ледовый каток на 800 мест, городской стадион (реконструирован в 2008 году). Близ Исилькуля расположен Шмелиный заповедник.
Конный спорт развивается здесь благодаря частным коневладельцам Андрею Регеру и Владимиру Ребтюхову.

## СМИ
В Исилькуле вещают 4 федеральных, 1 региональный и 1 муниципальный телеканалы:
1. Первый Канал — 183,00 МГц
2. Россия 1 / ГТРК Иртыш — 223,00 МГц
3. «12 Канал» — 199,00 МГц
4. НТВ / Исилькульское телевидение — 534,25 МГц
5. Пятый Канал — 591,00 МГц

В декабре 2012 года Российская телевизионная и радиовещательная сеть запустила вещание первого мультиплекса Цифрового эфирного телевещания в стандарте DVB-T2. Кроме того, в диапазоне FM вещают 4 радиостанции: Радио России / ГТРК Иртыш (66,5 УКВ) (Молчит), Радио Маяк (68,06 УКВ) (Молчит), Европа Плюс (102,1 FM), «Радио 3» (103,1 FM), Радио России / ГТРК Иртыш (103,8 FM) и Радио Монте-Карло (106,0 FM).

## Достопримечательности
- «Памятник паровозу»
- Исилькульский историко-краеведческий музей
- Апостольско-Святительский храм

## Транспорт
Одноимённая станция находится на железнодорожной линии, которая соединяет город с Омском, Курганом, Астаной.
С автовокзала города автобусы ходят в Называевск, Омск, Полтавку.

## Религия
С 6 июня 2012 года Исилькуль является кафедральным городом Исилькульской и Русско-Полянской епархии Омской митрополии Русской православной церкви.